# Turan (květina)
Turan (Erigeron) je rozsáhlý rod rostlin, které jsou velice rozmanitého vzhledu s různě zbarvenými květy. Je zařazen do čeledě hvěznicovitých (Asteraceae), kde dále přísluší do podčeledě Asteroideae a tribu Astereae.

## Výskyt
Tyto rostliny jsou rozšířeny téměř celosvětově, nejvíce druhů roste v mírném podnebném pásu. Počet druhů rodu turan není ještě ustálen, poslední údaj hovoří o 200 druzích.
V České republice vyrůstá ve volné přírodě těchto 7 druhů:
- Původní druhy:
  - Turan hranatý (Erigeron angulosus) Gaudin
  - Turan ostrý (Erigeron acris) L.
  - Turan podolský (Erigeron podolicus) Besser
  - Turan pozdní (Erigeron muralis) Lapeyr.
  - Turan velkolistý (Erigeron macrophyllus) Herbich
- Zavlečené druhy:
  - Turan roční (Erigeron annuus) (L.) Pers.
  - Turan větevnatý (Erigeron strigosus) Willd.

Mimo tyto se v zahradnictví pěstují další druhy pro své květy jako skalkové rostliny nebo letničky. Jsou to např.
- Turan alpský (Erigeron alpinus) L.
- Turan Karwinského (Erigeron karvinskianus) DC.
- Turan ozdobný (Erigeron speciosus) (Lindl.) DC.
- Turan sivý (Erigeron glaucus) Ker-Gawl.[2][3]

## Popis
Jsou to roční, dvouleté nebo vytrvalé byliny, zřídka keře, dosahující výšky od 0,2 do 1,5 m. Vyrůstají buď z kůlovitého, rozvětveného, rozprostřeného vláknitého kořene nebo z oddenků. Lodyhy bývají vzpřímené, vystoupavé nebo poléhavé, jednoduché nebo větvené, lysé, chlupaté nebo žláznaté. Přízemní listy bývají kopinaté, obkopinaté, vejčité, hrubě pilovité o délce 1,5 až 8 cm a šířce až 2 cm. Lodyžní jsou kopinaté až podlouhlé kopinaté, obvykle vyrůstající na lodyze střídavě, mívají řapíky či jsou přisedlé. Čepele s výraznou žilnatinou bývají celokrajné, lalokovité nebo zubaté, lysé nebo mírně ochlupené.
Květní lůžko o průměru 5 až 35 mm bývá diskovité nebo miskovité, většinou vyrůstá na chlupatých stopkách jednotlivě, vzácněji jsou seřazeny do řídkého květenství, chocholíkové laty. Venkovní jazykovité květy v počtu 0 až 100 i více v jedné nebo více řadách jsou pestíkovité, obvykle bílé, namodralé, purpurové až růžové, nebo vzácně žluté. Středních bisexuálních diskových květů s 5 korunními lístky žluté nebo oranžové barvy bývá 25 až 450, vnějších jen samičích pak 50 až 200 v 1 až 4 řadách. Koruna diskových květů bývá úzká, nálevkovitá. Polokulovitý zákrov je tvořen 30 až 125 plochými úzkými listeny, ve 2 (maximálně 5) řadách, jsou tvaru eliptického až kopinatého a mají 1 nebo 3 žilky.
Plody jsou podlouhlé jednoplodé nažky o délce 1 až 2 mm s chmýřím, rozšiřovány jsou nejčastěji větrem, vodou nebo zvířaty. Semena, kterých bývá na dobře vzrostlé rostlině i stovky tisíc, mohou po opylení dozrát do plodného stadia i na pokosené rostlině.

## Význam
Turan je většinou považován za plevelnou rostlinu a některé druhy i za invazivní, přesto mnoho škod většinou nečiní. Roste obvykle na neobdělávaných místech s písčitou půdou, na úhorech, nevyužívaných loukách a zahradách, skládkách, okrajích cest a podél železničních tratí.
Variety některých druhů jsou pro své květy podobné astrám v oblibě a proto se množí v zahradnických podnicích. Rostliny se pak vysemeňují do volné přírody a za příhodných podmínek se nekontrolovaně rozmnožují. Obdobným způsobem se rozšířil i turan roční. Při pěstování vytrvalých druhů lze turan množit dělením trsů.

## Květy některých druhů

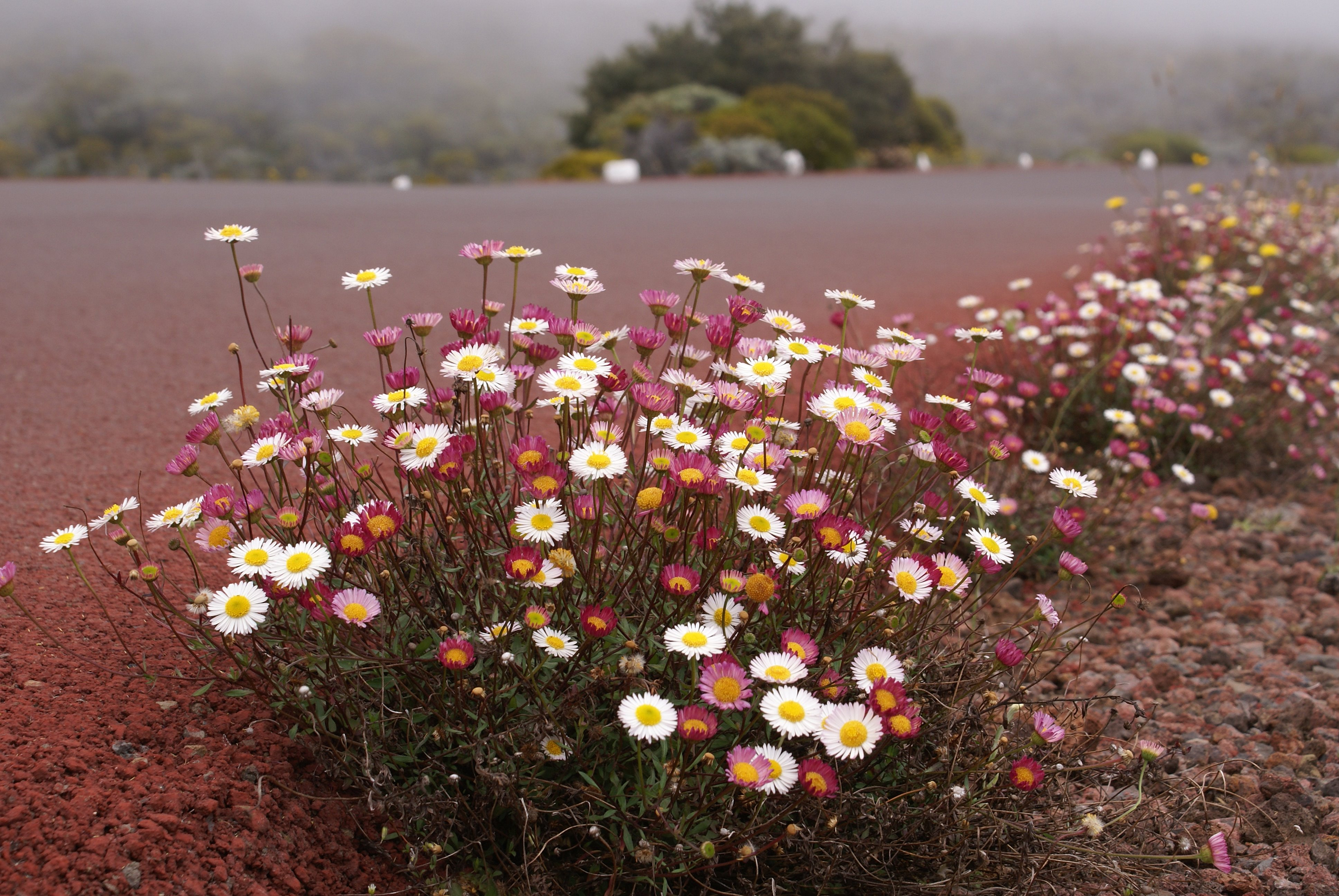
Turan Karwinského (Erigeron karvinskianus)
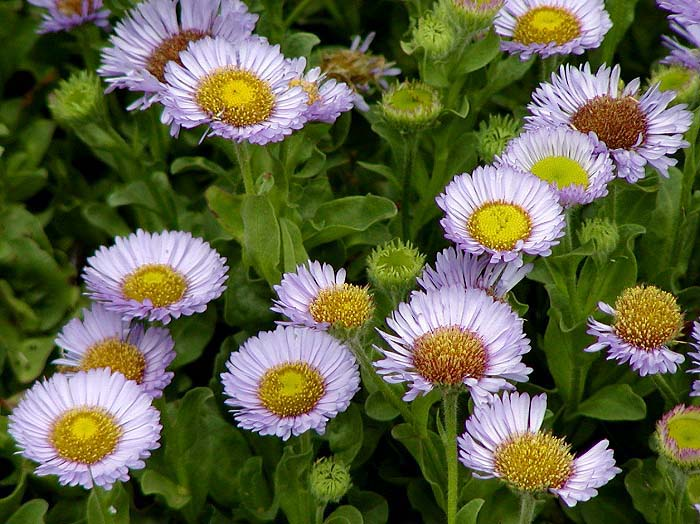
Turan sivý (Erigeron glaucus)
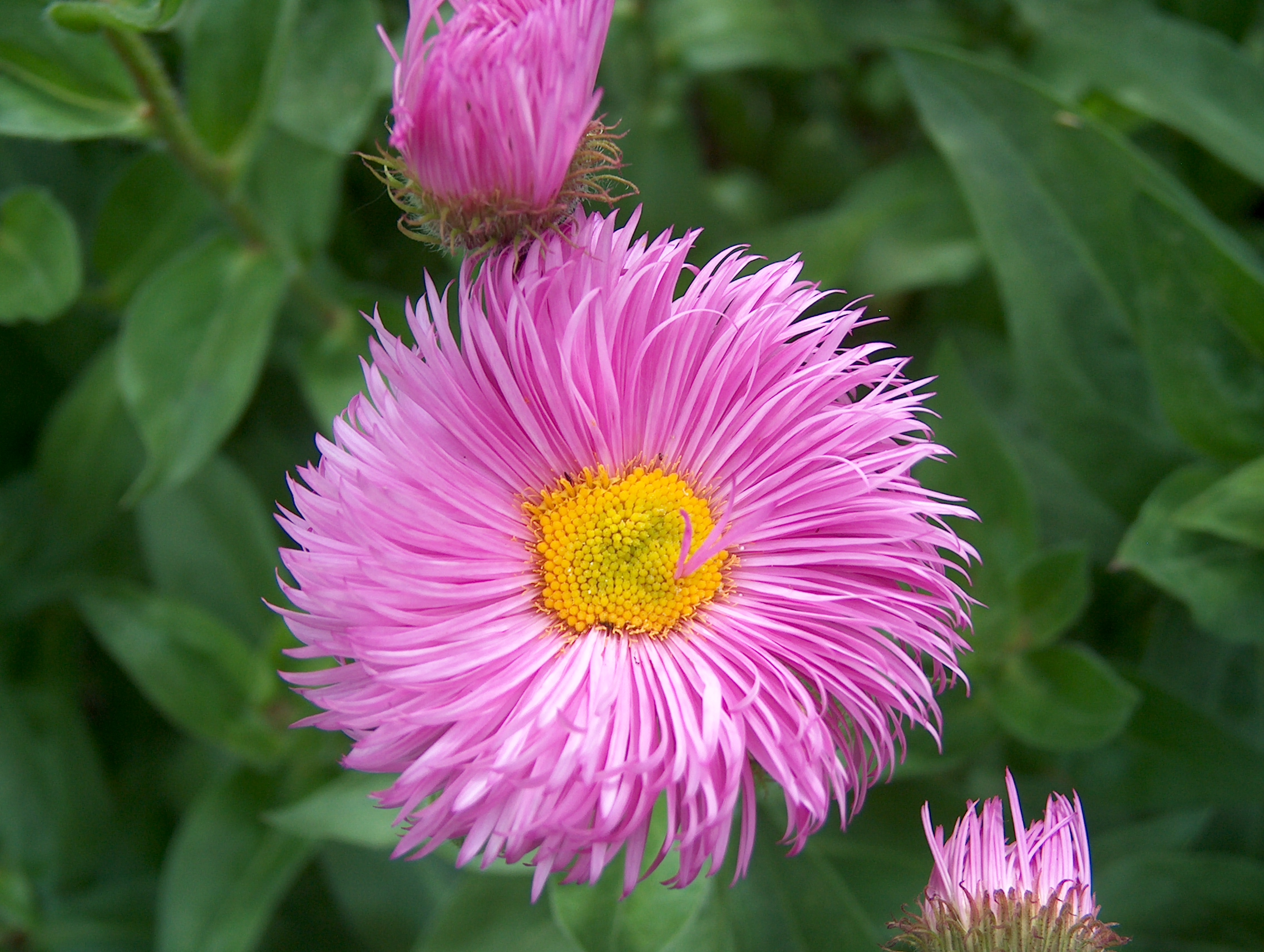
Turan ozdobný (Erigeron speciosus)
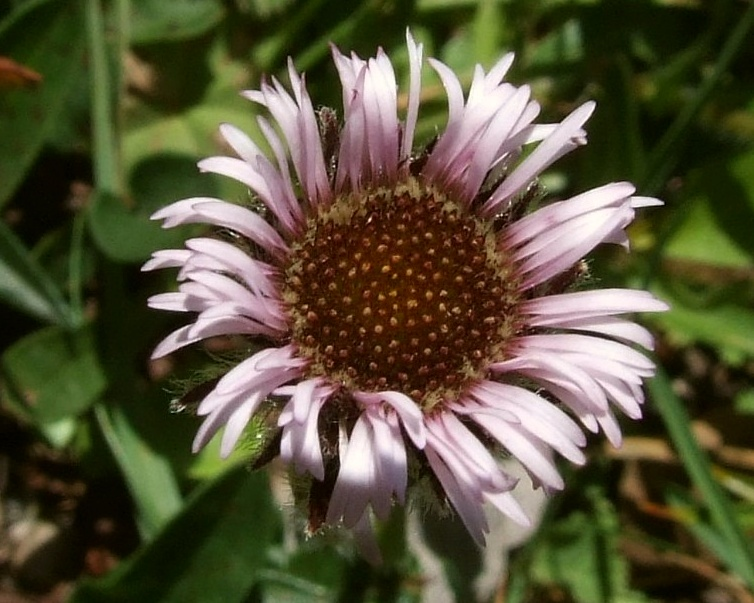
Turan alpský (Erigeron alpinus)